# Carl Heffner
Carl Heffner (auch Karl Heffner geschrieben; * 5. August 1851 in Königstein (Oberpfalz); † 3. September 1900 in Baden-Baden) war ein deutscher Komponist, Musiker, Musikpädagoge, Chordirektor und Gesanglehrer.

## Leben
Heffner bildete sich an der Präparandenanstalt in Amberg, studierte anschließend am Lehrerseminar in Eichstätt und absolvierte als Lehrer an der höheren Töchterschule in Regensburg die Anstellungsprüfung. Um sich ganz der Musik zu widmen, trat er aus dem Schuldienst aus und studierte am Musikinstitut Stade in Leipzig. 1879 gründete er in Regensburg eine Musikschule für Theorie, Sologesang, Klavier und Streichinstrumente und übernahm die musikalische Direktion der dortigen Gesangvereine. 1882 wurde ihm der Gesangunterricht am neu gegründeten Gymnasium in Regensburg übertragen. Im September 1898 wurde er auf eigenes Ansuchen als Gesanglehrer an das Maximiliansgymnasium in München versetzt, wo er Funktion und Stelle von Johann Nepomuk Cavallo (1840–1917) übernahm. Heffner starb in Baden-Baden, wo er sich nach einer überstandenen schweren Grippe zur Erholung aufhielt, an Lungenentzündung. Als sein Nachfolger wurde 1900 der Musik- und Gesanglehrer am Gymnasium Neuburg an der Donau, Konrad Geiger (1859–1921), nach München versetzt.

## Werke (Auswahl)
Neben seiner Lehrtätigkeit komponierte und bearbeitete Heffner Lieder für einzelne Singstimmen und Chöre sowie Klavierstücke, die unter anderem bei Fritsch und Gebrüder Hug in Leipzig, bei Bössenecker, Johann Heinrich Coppenrath und Feuchtinger & Gleichauf in Regensburg sowie bei Giulio Ricordi in Mailand erschienen.
- Trauergesang für 4-stimmigen Männerchor; op. 3.; Partitur und Stimmen. Regensburg: Boessenecker
- Neue musikalische Anthologie. Sammlung älterer und neuerer beliebter Melodien aus Opern, Symphonien, Sonaten, Liedern etc. nebst Original-Compositionen; zu 2 Händen in progressiver Ordnung mit Fingersatz versehen; op. 6, bearbeitet von Carl Heffner. Regensburg: Bössenecker
- V Lieder (Gedichte von F. X. Seidl); für 4-stimmigen Männerchor; op. 8; Partitur und Stimmen. Regensburg: Coppenrath [1880]
- Drei Lieder für gemischten Chor; op. 18; componirt von Carl Heffner; Partitur und Stimmen. Regensburg: Coppenrath
- Leicht ausführbare fünf Marienlieder von Ferd. Heitemeyer und F. A. Muth; op. 20; Partitur und Stimmen. Regensburg: Coppenrath
- 7 Gesänge für 3-stimmigen Frauenchor mit Begleitung durch Pianoforte; op. 21; Partitur. Leipzig; Zürich: Hug
- Zehn Lieder aus Kräutl und Unkräutl. Musikdruck [nach] Gedichte in oberbayrischer Mundart von Georg Eberl; für eine Singstimme mit Pianofortebegleitung; op. 22; komponiert von Karl Heffner. Regensburg: Feuchtinger & Gleichauf, [ca. 1895]
- 4 Klavierstücke, op. 28. Regensburg: Gleichauf
- Drei- und vierstimmige Lieder a cappella für Frauen- oder Knabenstimmen. Ausgabe für höhere Bildungsanstalten. Stereotyp-Ausgabe.Regensburg: J. Georg Bößenecker, o. J. [1883]
- 3 Lieder für eine Singstimme mit Begleitung des Pianoforte von C. Heffner; No. 1. Trennung („Ob deine Thränen fliessen“); No. 2. Bitte (engl. Text: B. F. Wyatt Smith). 1884
- Fünfzehn Lieder für eine Singstimme mit Pianoforte-Begleitung von Carl Heffner. 1888
- Six Vocal Duets, words by G. Meredith, by Carl Heffner. 1891
- 70 drei- und vierstimmige Lieder a cappella für Frauenchor (oder Solo) hrsg. und dem Damen-Gesang-Verein Regensburg gewidmet von Carl Heffner. Stereotyp-Ausgabe. 2. Aufl., Regensburg: Boessenecker.